# Herbert Moses
Herbert Moses (Rio de Janeiro, 27 de julho de 1884 – Rio de Janeiro, 11 de maio de 1972) foi um advogado e  jornalista brasileiro. Foi presidente da Associação Brasileira de Imprensa.

## Biografia
De origem judia, Moses era filho de Inácio Moses, austríaco, e mãe estadunidense, Ida. Aluno do Colégio Pedro II, ingressou no jornalismo com 14 anos, ao fundar, em 1898, com Pedro Berquó, o jornal O Estudante, dedicando o resto de sua vida a essa profissão.
Formou-se em direito em 1905, chegando a abrir um escritório de advocacia e, no ano de 1913,  integrou a delegação do Brasil junto à III Conferência Pan-Americana de Assuntos Jurídicos.
Dirigiu a Revista Moderna e foi membro da direção do jornal A Noite, do qual foi cofundador juntamente com Irineu Marinho; com a venda daquele periódico, fundou junto com Marinho vespertino O Globo (1925). Paralelamente à atividade jornalística, foi presidente do Automóvel Clube do Brasil e do Jockey Club Brasileiro, diretor-secretário da Associação Comercial do Rio de Janeiro e diretor do Instituto dos Advogados Brasileiros.
Eleito para a presidência da Associação Brasileira de Imprensa - ABI em 1931, ocupou o cargo até 1965.
Em 1957 recebeu o prêmio Maria Moors Cabot, com que a Universidade Columbia distingue os jornalistas que se destacam na luta pela liberdade de imprensa.
Também foi líder da comunidade israelita e presidente do Instituto Cultural Brasil-Israel.
Homem dotado de visão e sensibilidade humanitária, foi fundador do Rotary Club do Rio de Janeiro em 1923, tendo sido o único associado que firmou a ata antecedente de fundação do clube em 1921. 

## Gestão na ABI

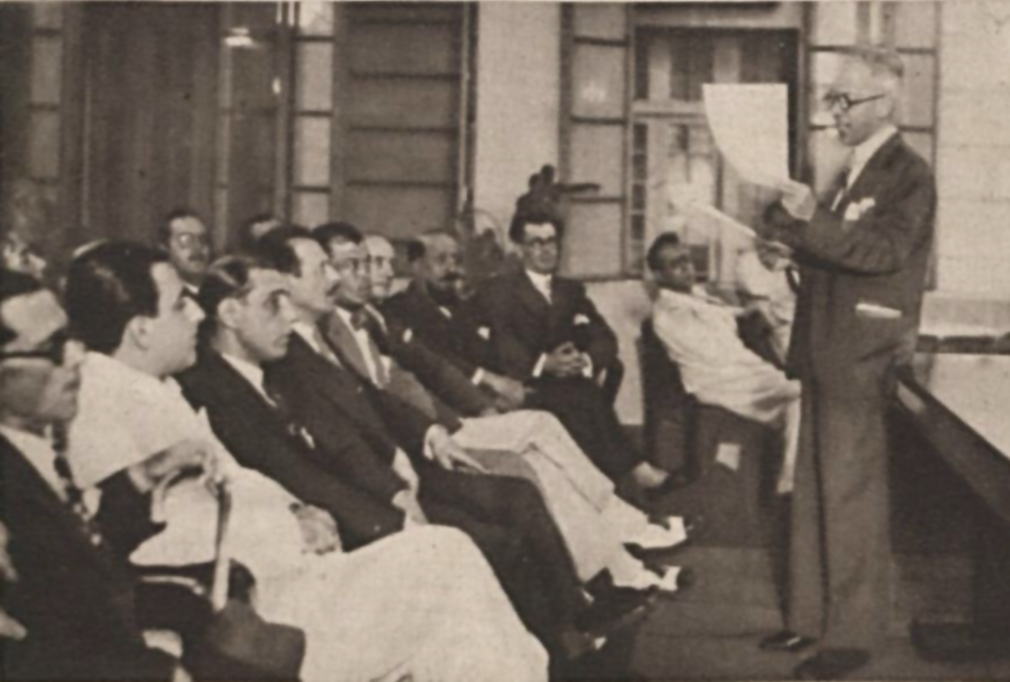
Moses discursa na ABI, em 1936

Em maio de 1931, Moses concorreu à presidência da ABI contra Ernesto Pereira Carneiro (pertencente ao Jornal do Brasil) e Oscar Costa (do Jornal do Commercio), sagrando-se eleito como representante maior da categoria.
Sua longa gestão à frente da entidade de classe jornalística brasileira teve início durante a ditadura de Getúlio Vargas, justamente quando estava em vigora a censura característica dos regimes de exceção; apesar disto, Moses conseguiu do caudilho apoio à organização, que se consubstanciou na doação de valores para aquisição da sede da entidade, a criação das primeiras faculdades de jornalismo no país, bem como a defesa de jornalistas perseguidos - aproveitando-se de sua fácil interlocução com o regime.
Em 1932 Moses foi um dos signatários de manifesto contrário à extradição de vários jornalistas, como Júlio de Mesquita Filho, Austregésilo de Ataíde e Cásper Líbero e de outro contrário à Lei de Imprensa, na época chamada de "lei infame".
Enfrentou vários momentos em que houve ruptura institucional e em que a atividade jornalística se viu ameaçada pelos governos; a própria ABI reconhece que foi ele quem deu à entidade respaldo tanto no plano interno quanto internacional.